# Pump Down!!!
Pump Down!!! je četrti album novomeške skupine Moveknowledgement, izdan leta 2007 pri založbi Beton Records.
Naslovnica je bila narejena s tehniko kolaža iz potretnih slik posameznih članov skupine.

## Kritični odziv
Odziv na album je bil izjemno pozitiven. Za portal Rockline je Sandi Sadar Šoba rekel: »Glasbena evolucija v vsem polnem razmahu ter modificiranih različicah – bolj ali manj posrečenih ter nagrajenih z bučnim aplavzom množic ali mesarjenjem kritikov – to bi bila lahko iztočnica za četrto ploščo vseslovenske naveze Moveknowledgement, po svežem tisku dišečega albuma Pump Down.«
V Mladini je Goran Kompoš komentiral: »Deset novih skladb ljubljansko-novomeške druščine presežek prinaša predvsem v razgibanem muziciranju. Na eni strani oprtem na raziskujočo dub-rockovsko estetiko predhodnika in na drugi strani informiranem s svežimi domislicami razburljivih muzik, ki sežejo vse od igrivih elektronskih posegov do punkovske udarnosti in hrupnih rockovskih izpeljank.« Albumu je dodelil 5 zvezdic.
Album je ocenila tudi Deja Crnović za portal Planet SiOL.net. Rekla je: »Četrti album benda z resnično dolgim imenom je še eden od pokazateljev, da je za člani skupine, predvsem pa njihovim pevcem N'tokom, dobro leto. Pump down!!! je namreč kljub svojemu negativističnemu naslovu eden od bolj vznemirljivih albumov letos, predvsem pa se zdi, da so Moveknowledgement končno začeli delati albume, na katerih so tudi hiti.« Album je ocenila s 7 od 7 zvezdic.
Na Radiu Študent je bil album uvrščen na prvo mesto na seznamu Naj domača tolpa bumov 2011, tako kot njegov predhodnik.

### Priznanja
| objava        | uvrstitev | seznam                      |
| ------------- | --------- | --------------------------- |
| Radio Študent | 1.        | Naj domača tolpa bumov 2011 |

## Seznam pesmi
| Št.             | Naslov               | Dolžina |
| --------------- | -------------------- | ------- |
| 1.              | „La droga e il buio‟ | 4:43    |
| 2.              | „Average Bear‟       | 4:53    |
| 3.              | „Electric Manland‟   | 3:36    |
| 4.              | „Hands‟              | 6:50    |
| 5.              | „Switch It Up‟       | 4:32    |
| 6.              | „U.F.Oh‟             | 6:54    |
| 7.              | „Kidz R Fresh‟       | 4:17    |
| 8.              | „36 Lakes‟           | 6:10    |
| 9.              | „Stop/Continue‟      | 4:42    |
| 10.             | „Pump Down!!!‟       | 3:41    |
| Skupna dolžina: | Skupna dolžina:      | 48:44   |

## Zasedba

### Moveknowledgement
- N'toko – vokal
- Uroš Weinberger – Wein – kitara, oblikovanje ovitka
- David Cvelbar – bobni
- Miha Šajina – klaviature, miksanje, mastering
- Dejan Slak – bas kitara

### Ostali
- Igor Vuk − inženiring